# Gryżyno
Gryżyno (niem. Griesenfelde) – wieś w Polsce położona w województwie zachodniopomorskim, w powiecie myśliborskim, w gminie Myślibórz.
Według danych z 1 stycznia 2011 roku wieś liczyła 58 mieszkańców. 
W latach 1975–1998 miejscowość administracyjnie należała do województwa gorzowskiego.